# 鈴木大八郎
鈴木 大八郎（すずき だいはちろう、1932年 - 没年不明）は、日本の作曲家、編曲家、演奏家。中央大学応援歌 「中大健児の歌」作曲者。鈴木音楽研究所主宰。

## 人物・来歴
1951年、静岡県立静岡城内高等学校卒業。1955年、中央大学卒業。中央大学音楽研究会に所属、委員長を務めた。大学2年の時、中央大学応援歌 「中大健児の歌」を作曲した。静岡市で鈴木音楽研究所を開設。

## 「中大健児の歌」作曲者発見の経緯
昭和27年に「中大建児の歌」が誕生する。新しい中央大学学生歌として募集され、発表会では、「新応援歌」として、昭和27年11月23日、白門祭の期間中の大講堂で行われ現在に至るまで、中大生愛唱歌の一つとして歌い継がれ校歌等と共ににカセットテープ「中央大学校歌」にも収録され、応援部・チアリーディング部のメイン演舞の曲となっている。 当時は新応援歌として発表された歌が、 最近まで久しい間作曲者不詳とされ、当時の音楽研究会の委員長・オーケストラメンバーであった鈴木であるらしいが史料不足から断言できないことを、音楽研究会の二澤周治(昭和28年卒業)に相談したところ、鈴木が静岡市で音楽研究所を開設している・「中大建児の歌」の作曲者であることが平成2年8月に明らかになった。鈴木は昭和30年卒業で、在籍時はヴァイオリンの名手であり、この歌を作曲後、ブラスバンド用に編曲し、大講堂で、白門祭等で指揮をした他、合唱用、タンゴバンド用にも編曲。他、校歌「草のみどり」を混声合唱用に編曲したことも明らかになっている。

## 作品
- 『笛吹く女 : 歌曲集』[3] 鈴木音楽研究所 2000.11